# Benton (Kalifornia)
Benton – jednostka osadnicza w Stanach Zjednoczonych, w stanie Kalifornia, w hrabstwie Mono.